# Konstantin I. Veliki
Konstantin I. (latinsko Gaivs Flavivs Valerivs Avrelivs Constantinvs, starogrško Κωνσταντίνος Α' ο Μέγας), med zahodnimi kristjani znan tudi kot Konstantin Veliki, med vzhodnimi kristjani pa kot Sveti Konstantin, rimski cesar, ilirskega porekla (306-337), * 28. februar (verjetno) 272, Naissus, Gornja Mezija (današnji Niš, Srbija), † 22. maj 337, Nikomedija, Bitinija.
Bil je prvi cesar, ki je sprejel krščanstvo. Z vzhodnim avgustom Licinijem je leta 313 izdal Milanski edikt, s katerim je po vsem cesarstvu razglasil versko svobodo. Na liturgičnem koledarju Vzhodne pravoslavne Cerkve in vzhodnih katoliških Cerkva bizantinskega obreda sta Konstantin in njegova mati Helena zapisana kot svetnika. Latinska Cerkev mu svetništva ne priznava, za zasluge za krščanstvo pa mu je dala naslov Veliki.
Izvedel je več reform. Staro grško kolonijo Bizanc je pretvoril v novo administrativno središče Rimskega cesarstva, Novi Rim, kasneje Konstantinopel, ki je bil kasneje več kot tisoč let prestolnica Bizantinskega cesarstva.

## Mladost
Konstantin se je rodil 27. februarja med letoma 271 in 273 v Naisu (Naissus) v provinci Gornja Mezija (današnji Niš v Srbiji). Oče Konstancij Klor je bil takrat visok rimski častnik, mati Helena, Grkinja iz Bitinije, pa je bila preprostega porekla. Zaradi različnih družbenih položajev Konstantinova starša verjetno nista bila poročena, ampak sta živela v konkubinatu. 
V Rimskem cesarstvu sta takrat vladala cesar (Augustus) Dioklecijan in so-cesar (Caesar) Maksimijan (diarhija). Imela sta vsak svoj dvor, vojsko, administracijo in pretorijanskega prefekta. Maksimijan je vladal zahodnemu delu cesarstva iz Mediolana (današnji Milano, Italija) ali iz Trierja (Nemčija), Dioklecijan pa na vzhodu iz Nikomedije v Bitiniji (današnji İzmit, Turčija). Delitev cesarstva je bila uradno samo pragmatična: cesarstvo je bilo uradno nedeljivo in cesarja sta se lahko neovirano gibala po celem cesarstvu. 
Leta 293 so cesarski kolegij razširili na štiri člane (tetrarhija). Maskimijan je postal Augustus, pretorijanska prefekta Galerij in Konstancij Klor pa sta postala člana kolegija nižjega ranga – Cezarja. Tetrarhi naj bi postali velika in močna družina, zato so morali cezarji  postali zetje avgustov: Konstancij se je moral ločiti od Helene in se poročiti z Maksimijanovo hčerko (ali pastorko) Teodoro, potem pa so ga poslali v Galijo, da bi branil mejo cesarstva na Renu pred vdori barbarov in poskušal v Britaniji vreči z oblasti uzurpatorja Karauzija. Konstantina, ki je bil takrat star dvajset let, so kot očetovega talca poslali na vzhod na Dioklecijanov dvor. Možno je tudi to, da je Dioklecijan v Konstantinu videl možnega prestolonaslednika in ga je hotel na svojem dvoru pripraviti na državne administrativne in vojaške posle. 

## Razglasitev za cesarja
Iz redkih omemb v nekaterih virih lahko sklepamo, da je Konstantin spremljal cesarja Galerija na vojnih pohodih proti podonavskim barbarom in proti sasanidskemu cesarstvu (298) ter Dioklecijana na njegovem obisku v Egiptu (301/302). Dioklecijan je leta 303 na Galerijevo vzpodbudo sprožil Veliko preganjanje kristjanov, ki je bilo zadnje in najbolj surovo preganjanje kristjanov v Rimskem cesarstvu. Treba je poudariti, da je bil v zahodnem delu cesarstva objavljen samo prvi od štirih Dioklecijanovih ediktov in da sta ga morala Maksimijan in cesar Konstancij izvesti. Kako dosledna sta bila pri tem, so mnenja deljena. Krščanski govornik Laktancij je, na primer, napisal, da je Konstancij sicer uničil nekaj krščanskih cerkva, »...pravemu Božjemu hramu, ki je človeško telo«, pa je prizanesel.
Dioklecijanova borba proti katolikom se je zaradi njegove bolezni pozimi leta 303/304 kmalu preusmerila na vprašanje nasledstva. 1. maja 305 se je v bližini Nikomedije skupaj s svojim sovladarjem Maksimijanom prostovoljno umaknil z oblasti. Nova avgusta sta postala Galerij in Konstancij, njuna cezarja pa Galerijeva protežiranca Severij in Maksiminij II. Daj, ki je bil Galerijev bratranec. Konstancijevega odraslega sina Konstantina in Maksimijanovega sina Maksencija so pri delitvi oblasti obšli. 
V tako nastali situaciji je Konstantinov položaj na Galerijevem dvoru postal ogrožen, zato je Konstancij z izgovorom, da je slabega zdravja, zaprosil Galerija, naj mu pošlje sina in Konstantin se je leta 305 pridružil svojemu očetu. Po skupnem vojnem pohodu proti Piktom je Konstancij 25. julija 306 v Eburakumu (današnji York, Anglija) umrl. Rimska vojska je za novega avgusta proglasila pokojnikovega sina Konstantina, kar je globoko pretreslo Dioklecijanov sistem oblasti. Galerij se je izboru na začetku srdito upiral, potem pa je popustil pod pogojem, da novi avgust Zahoda postane Severij, Konstantin pa postane njegov podrejeni cezar. Konstantin je tako postal po rangu šele četrti mož v cesarskem kolegiju, vendar je v svojih rokah trdno obdržal oblast nad ozemlji svojega očeta: Galijo, Britanijo in Hispanijo. Eden prvih Konstantinovih ukrepov je bil, da je kljub premajhnim pooblastilom preklical ukrepe proti kristjanom in jim vrnil njihove pravice in imovino. Čeprav se je že na začetku svojega vladanja pokazal kot zaščitnik kristjanov, je na denarju, ki ga je koval na svojem ozemlju (Trier, London, Arles) še vedno častil poganske bogove.

## Vzpon (306-312)
Konstantinova uzurpacija oblasti, ki je bila nazadnje legalizirana, je bila zgled drugemu cesarskemu sinu, Maksenciju, ki se je s pomočjo in podporo senata in pretorijanske garde oktobra 306 razglasil za cesarja v Rimu. Galerij ga ni hotel priznati za legitimnega vladarja, toda Maksencij se je kljub temu obdržal na oblasti v Italiji in Afriki. Ker je Rimu grozila nevarnost, da ga bo s severa napadel avgust Sever, je Maksencij poklical na pomoč svojega očeta Maksimijana, ki se kljub abdikaciji ni povsem odrekel želji po oblasti. Legionarji so zato Severu odrekli poslušnost. V Raveni se je predal Maksimijanu, ki ga je dal kmalu zatem usmrtiti. 
Takšen razvoj dogodkov je Galerija prisilil, da se je jeseni 307 sam odpravil v Italijo in poskusil vreči z oblasti Maksencija in Maksimijana. Maksimijan je tokrat za zavezništvo zaprosil Konstantina. Sestala sta se v Konstantinovi rezidenci v Trieru. Bivši avgust Maksimijan je Konstaninu ponudil priznanje vladarskega naslova avgust in roko svoje hčerke Fauste. Konstantin je ponudbo z veseljem sprejel in se ločil od žene Minervine, ki mu je okrog leta 305 rodila sina Krispa. S Fausto se je poročil septembra 307, istočasno pa so ga slavnostno razglasili za avgusta. Konstantin kljub novim družinskim zvezam ni naredil ničesar, kar bi škodilo avgustu Galeriju.
Medtem je Galerij na pohodu v Italijo doživel polom in moral se je neslavno vrniti. Ker je popolnoma izgubil oblast nad zahodno polovico cesarstva, se je v jeseni 308 v Karnuntumu (blizu današnjega Dunaja) sestal z Galerijem, Maksimijanom in Dioklecijanom, ki se je samo zaradi tega dogodka vrnil v politično življenje. Maksimijana so ponovno prisilili, da se je umaknil z oblasti, za novega avgusta pa so 11. novembra 308 razglasili Galerijevega favorita Licinija (308–324). Konstantinu so odpustili zaroto iz leta 307 in ga kot cezarja ponovno sprejeli v vladajočo tetrarhijo. 
Sporazumu iz Karnuntuma je, v nasprotju s pričakovanji, na začetku leta 309 oporekal Galerijev bratranec, cezar Maksimin. Licinijevo povišanje v avgusta ga je užalilo, zato se je 1. maja 310 samovoljno oklical za avgusta. Ker je tudi Konstantin že pred tem pretendiral na tak naslov, so si leta 310 vsi štirje legitimni vladarji nadeli naslove avgustov. 
Maksimijan se je iz Karnuntuma vrnil v Galijo in se pred Konstantinom javno odrekel cesarskim insignijam, ko pa je Konstantin leta 310 odšel na vojni pohod proti porenskim barbarom, se je v Masiliji (današnji Marseille) že tretjič proglasil za avgusta. Po Konstantinovi vrnitvi so ga ponovno prisilili, da se je podredil Konstantinu. Kmalu zatem je poskusil narediti atentat na svojega do tedaj velikodušnega zeta, zato ga je Konstantin prisilil, da je naredil samomor. 
Odstranitev Maksimijana iz političnega življenja je za Konstantina pomenila izgubo pravne osnove za vladarski naslov, zato je začel iskati drugo zakonsko osnovo. Avgusta 310 se je pojavil panegirik neznanega latinskega avtorja, ki se je ohranil. Namenjen je bil Konstantinu in pravi, da je Konstantin potomec cesarja Klavdija II. Gotskega (268–270), pravico do prestola pa naj bi imel tudi kot sin božanskega Konstancija. Poleg tega je Konstantin na poti iz Masilije v Trier obiskal neimenovan Apolonov tempelj, v katerem je doživel srečanje z Apolonom. Apolon mu je prerokoval, da bo prav on postal vladar celega sveta. To videnje je bilo prav gotovo eno od Konstantinovih propagandnih orožij. Ker se je cesar malo pred tem odrekel pravni osnovi za svojo oblast, je takoj javno objavil drugo: nasledstveno pravico in odobravanje bogov. Verjetno ni naključje, da se je ravno okrog leta 310 na Konstantinovih kovancih prvič pojavilo Nepremagljivo Sonce (Sol Invictus), ki ga cesar slavi kot svojega spremljevalca in zaščitnika (SOLI INVICTI COMITI).

## Konstantinova spreobrnitev v krščanstvo
Onemogel od bolezni je Galerij na smrtni postelji 30. aprila 311 v Sardici (današnja Sofija, Bolgarija) ali v Nikomediji izdal Tolerančni edikt, s katerim je na svojem ozemlju (Balkan in Mala Azija) razglasil versko strpnost do vseh oblik verovanj, vključno s krščanstvom. Svojim podložnikom je ukazal, naj molijo za odrešitev svojega vladarja, države in samih sebe. Njegovo ozemlje sta si po njegovi smrti razdelila Licinij in Maksimin Daja: Licinij je dobil Balkan, Maksimin Daja pa Malo Azijo. 
Odstranitev Maksimijana leta 310 je privedla do zaostritve odnosov med Konstantinom in Maksencijem. Konstantin je na začetku leta 312 sklenil zvezo z Licinijem, vladarjem Podonavja in Balkana, potem pa spomladi 312 z manjšo vojsko, ki je štela okrog 40.000 vojakov, prekoračil Alpe. Po težko izbojevani zmagi pri Veroni je postal nesporni gospodar severne Italije. Ko je Maksencij izvedel za poraz svoje vojske, se je umaknil v Rim. 
Konstantin je na poti v Rim doživel mistično doživetje, po katerem se je javno opredelil za krščansko vero. Kronist Laktancij je v svojem spisu O smrti preganjalca, ki je nastal leta 317 ali 318, napisal, da je Konstantin v noči pred Bitko pri Milvijskem mostu v sanjah dobil nasvet, naj ščite svojih vojakov zloži v obliki črke H z vertikalno, na vrhu zakrivljeno vrsto, tako da bo nastal kristogram. Konstantinov biograf, nadškof Evzebij Cezarejski, ki je njegovo biografijo Vita Constantini sestavil kmalu po letu 337, pravi, da mu je cesar pod prisego osebno opisal svoje doživetje: cesar je molil k Bogu svojega očeta, naslednjega dne pa so Konstantin in njegova vojska na nebu nad soncem zagledali svetel križ z napisom »s tem zmaguj« grško τουτο νικα. Cesar ni vedel za pomen svojega videnja, dokler ga ni obiskal Kristus in mu priporočil, naj naredi vojaški prapor (labarum) v obliki znamenja, ki ga je videl na nebu in ga uporabi v bitki. Konstantin je dal skovati labarum z vencem na vrhu, v katerem sta bili združeni grški črki H in R (grško Χ in Ρ) v obliki Kristusovega monograma. Odločil se je, da bo sledil Bogu, ki se mu je prikazal. Okrog sebe je zbral vse krščanske svečenike in jih prosil, naj ga poučijo o Kristusovi veri. 
Konstantin ni bil niti prvi niti zadnji rimski vladar, ki je pred nekim pomembnim dogodkom iskal in dobil pomoč neke višje sile. Novost je bila samo v tem, da je imelo Konstantinovo videnje, za razliko od prejšnjega, v katerem se mu je prikazal Apolon, močno krščansko vsebino. Kakorkoli že, na začetku 4. stoletja so tako kristjani kot pogani še vedno trdno verjeli, da nebeške sile odločilno vplivajo na človeško usodo. Pred odločilno bitko z maloštevilno Konstantinovo vojsko 28. oktobra 312 so tudi Maksencija ohrabrili s prerokbami iz starih Sibilskih knjig. Stari Milvijski most na Tiberi severno od Rima so porušili, da bi Konstantinovi vojski otežili prodor proti Rimu, branilci pa so zase naredili pontonski most. Maksencijeva vojska se je že med prvim resnim spopadom začela brezglavo umikati in pontonski most je pod njihovo težo popustil. Med žrtvami bega je bil tudi Maksencij. Konstantin je že naslednji dan zmagoslavno vkorakal v Rim z Maksencijevo odsekano glavo na kopju. 
Rim je zmagovalca pozdravil kot »osvoboditelja, rešitelja in dobrotnika«, Maksencija pa je senat razglasil za tirana, ukazal izbris vseh spominov nanj (damnatio memoriae) in izglasoval postavitev zmagovalčevega kipa v Rimu. Kip cesarja, ki je v desni roki držal »simbol Odrešenikovega trpljenja« in nosil napis, na katerem so cesarju pripisovali zasluge za »osvoboditev senata in rimskega ljudstva«, je bil verjetno kolosalen kip, katerega ostanki se hranijo v vatikanski Palači restavratorjev (Palazzo dei Conservatori). Senat je Konstantinu podelil naslov Maximus Augustus, s katerim je dobil vodilni položaj v cesarskem kolegiju, ki sta ga sestavljala Licinij in Maksimin. 
Konstantin je nato tudi v Italiji uveljavil Galerijev Tolerančni edikt iz leta 311 in zahteval, da se cerkvi vrne odvzeta imovina. V pravilnost svoje verske politike je hotel prepričati tudi svojega zaveznika Licinija. Sestala sta se februarja 313 v Milanu, kjer se je Licinij poročil s Konstantinovo polsestro Konstancijo. Rezultati pogovorov na tem srečanju so postali osnova za Milanski edikt, s katerim je Konstantin kristjanom podelil svobodo veroizpovedi, krščanstvo pa izenačil z ostalimi religijami v cesarstvu. Evzebij Cezarejski, ki je bil sodobnik dogajanj, je Galerijevo vlogo pri prenehanju pregonov namerno zamolčal in glorificiral Konstantinovo vlogo. Zgodovinska osnova dogajanj je počasi zbledela, Konstantinova vloga pa je ostala dominantna tudi v sodobni zavesti.

## Konstantin in Licinij (313-324)
30. aprila 313 je Licinij v bitki pri Ciralumu ob Črnem morju (današnji Karadeniz Ereğli, Turčija) premagal Maksimina in postal nesporni vladar Male Azije, Sirije, Palestine, rimske Mezopotamije in Egipta. Po prihodu v Nikomedijo je takoj prenehal preganjati kristjane in cerkvi in posameznikom iz državne zakladnice izplačal odškodnino, potem pa je ukazal usmrtitev vseh članov nekdanjih cesarskih družin. Vse zveze s tetrarhijo so bile pretrgane in Rimsko cesarstvo je pripadlo samo dvema ambicioznima cesarjema: Konstantinu Zahod in Liciniju Vzhod. 
Konstantin je medtem začel intenzivno urejevati odnose v cerkvi. Posebno so ga zanimale razmere v cerkvi v Afriki, kjer se je zaradi Velikega preganjanja cerkev razcepila na katolike in donatiste. Konstantin je takoj stopil na stran katolikov in v Arelatu (današnjem Arlesu, južna Francija) sklical zbor vseh škofov iz svojega dela cesarstva. 1. avgusta 314 se je 33 škofov zbralo na prvem cerkvenem zboru pod cesarskim patronatom. Na zboru so med drugim obsodili Donatovo ponovno pokrščevanja tisih, ki so med Velikim preganjanjem opustili krščansko vero. Donatisti so ta sklep zbora zavrnili, zato se je Konstantin obrnil na zbor s »Poslanico katoliškim škofom« (Epistula Constantini ad Episcopos Catholicos). V govoru je sebe imenoval Kristusovega slugo (famulus), ki bo, kar se donatizma tiče, počakal na Kristusovo odločitev, Kristusovo sodišče pa predstavljajo zbrani škofje. Iz poslanice je razvidno, da je takrat že dovolj dobro poznal novo vero, da se je obrnil na zbrane škofe. Donatistični razkol se ni pomiril, zato je Konstantin konec leta 316 kljub uradno razglašeni verski strpnosti ukazal represivne ukrepe proti donatistom. Preklical jih je šele leta 321, ker je menil, da bo heretikom bolj pravično sodil Bog. 
Medtem je Konstancija Liciniju rodila sina Licinijana. Napetosti med Konstantinom in Licinijem so se stopnjevale - Licinij je dal 313 zrušiti kipe Konstantina v Emoni. Leta 316 se je med njima vnela prva vojna, imenovana Bellum Cibalense. Po težki bitki pri Cibali (današnji Vinkovci, vzhodna Hrvaška) 8. oktobra 316 je Konstantin prisilil Licinija, da mu je prepustil celotno evropsko ozemlje, razen Trakije. Mirovno pogodbo sta podpisala 1. marca 317. v Sardici (današnja Sofija, Bolgarija). Po podpisu pogodbe je Konstantin za cezarje proglasil svoja sinova Krispa in Konstantina II. in nečaka Licinija Mlajšega. Navidezna sprava med obema avgustoma je vzdržala do leta 321, ko se nista mogla sporazumeti glede imenovanja konzulov. Licinij je poleg tega postal agresiven do kristjanov, ki so se jasno opredelili za Konstantina. Odkrite sovražnosti so se začele leta 323, ko je Konstantin med preganjnjem Sarmatov vdrl na Licinijevo ozemlje. Licinija je prvič porazil 3. julija 324 pri Adrianopolisu (današnji Odrin v evropskem delu Turčije), potem pa še 18. septembra v Krizopolisu v zahodni Mali Aziji. Konstantin je na Konstancijine prošnje prisegel, da Licinija, ki je bil s sinom v internaciji v Solunu, ne bo usmrtil. Svojo prisego je kmalu zatem prelomil in dal na začetku leta 325 oba usmrtiti. 

## Prvi nicejski koncil in ustanovitev Konstantinopla
Podobno kot v Evropi in Afriki cerkev tudi na vzhodu ni bila enotna glede teologije, discipline in notranje organizacije in Konstantin se je tudi tokrat pojavil kot posrednik. V Nikeji je sklical prvi nicejski koncil in že na uvodnem zasedanju pozval cerkev k enotnosti. Koncil, katerega pisni dokumenti se niso ohranili, je zavrnil učenje Arija iz Aleksandrije (arianizem) in kvartodecimanizem in potrdil nicejsko veroizpoved. Zbor se je končal 25. julija 325 ne da bi dosegel enotnost cerkve. Cesar je zato leta 327 poskusil rehabilitirati Arija iz Aleksandrije, pri tem pa je naletel na močan odpor patriarha in teologa Atanazija Aleksandrijskega, ki je bil nesporni vodja katolikov na vzhodu. Patriarha je zato leta 335 pregnal v Trier, potem pa v cerkvenih zadevah ni več igal pomembne vloge.
Po nicejskem koncilu je imel Konstantin glede poganstva mnogo bolj izoblikovano stališče. Na vzhodu cesarstva, kjer je bilo kristjanov veliko, je poganstvo toleriral. Sprejel je samo nekaj posamičnih antipoganskih ukrepov, na primer prepoved postavljanja novih kultnih obeležij. 
Cesarski rezidenci v Trierju in Sirmiju je obdržal, na mestu stare grške kolonije Bizanc pa je začel graditi svojo novo rezidenco. Novi Rim ali Konstantinopel je uradno odprl 11. maja 330. Konstantinopel naj bi po svoji velikosti, grandioznosti in bogastvu postal tekmec Večnega mesta - Rima. Mesto je kmalu postalo novo središče cesarske oblasti, prava prestolnica pa je postalo šele med vladanjem Konstancija II.

## Konstantinova zadnja leta
Konstantin je že pred letom 317 javno pokazal, da bo prestol zagotovil svojima sinovoma, zato je načrtno odrival svoja polbrata, sinova Konstancija Klora in Teodore. Leta 317 je v Serdiki (današnja Sofija, Bolgarija) za cezarja proglasil svoja sinova Krispa in Konstantina II., najstarejšega sina iz zakona s Fausto. Konstantinova stara leta je zagrenila družinska tragedija, katere vzroki niso znani: leta 326 sta bila na Konstantinov ukaz usmrčena sin Krisp, ki je bil takrat že izkušen vojskovodja, in žena Fausta. Konstantin je pred smrtjo razdelil ozemlje cesarstva svojim še živim sinovom, vrhovno oblast pa je obdržal v svojih rokah. Konstantin II. je dobil Galijo, Britanijo in Iberski polotok, Konstancij II. Malo Azijo in Mezopotamijo, Konstans I. Italijo in Panonijo, nečak Dalmacij, ki je bil cezar od leta 335, pa je iz Niša nadziral mejo na Donavi.
Konstantin je umrl 22. maja 337 v bližini Nikomedije na samem začetku načrtovanega vojnega pohoda proti Sasanidom v Perziji. V reki Jordan se je nameraval krstiti, ker pa to ni bilo več mogoče, ga je tik pred smrtjo krstil Evzebij Nikomedijski, eden od arijanskih prvakov. Konstancij je svojega umrlega očeta prepeljal v Konstantinopel in ga svečano pokopal v grobnici v cerkvi sv. Apostolov. Konstantinov sarkofag so postavili med dvanajst drugih praznih sarkofagov, s čimer so hoteli poudariti cesarjevo vlogo trinajstega apostola, kasneje pa so ga uvrstili tudi med poganske bogove. Pravoslavna cerkev ga je kasneje razglasila za svetnika, ki ga praznujejo 21. maja po julijanskem oziroma 3. junija po gregorijanskem koledarju. 
Konstantinovi sinovi so po njegovi smrti odstranili vse sorodnike in ostale tekmece in se 9. septembra 337 razglasili za avguste.
Glej tudi:
- Konstantinovi germanski in sarmatski pohodi
- Konstantinska dinastija